# Jeffrey Lawal-Balogun
Pour les articles homonymes, voir Lawal et Balogun.
Jeffrey Lawal-Balogun, né le 2 juillet 1986, est un athlète britannique spécialiste du 100 et 200 mètres.
Étudiant en marketing, il s'est fait remarquer de façon atypique à Bromley lorsqu'il avait 19 ans. En effet, il courait après son bus qu'il venait de manquer pour aller au lycée, quand l'entraîneuse d'une équipe d'athlétisme du Kent, Anike Shand-Whittingham, l'a repéré,. Cette dernière le rapproche de l'entraîneur Clarence Callender.
Ses records personnels sont, en extérieur, de 10,27 secondes aux 100 mètres et 20,38 secondes aux 200 mètres. En 2009, il est le sixième anglais sur 60 mètres.
Il a participé aux 200 mètres des championnats d'Europe d'athlétisme 2010.
Résidant à Mottingham, il est désormais étudiant à l'université de Londres-Est. Anike Shand-Whittingham qui l'avait repéré est devenue par la suite sa petite-amie.